# وستهام، ساسکس شرقی
وستهام (به انگلیسی: Westham) یک روستا و محله مدنی در بریتانیا است که در Wealden واقع شده‌است. وستهام ۱۴٫۲ کیلومتر مربع مساحت و ۶٬۳۱۴ نفر جمعیت دارد.